# Ellingåskibet

Ellingåskibet er et skib fra middelalderen, der blev fundet i Elling Å i Nordjylland. Skibet er et klinkbygget knarr-skib, og er fremstillet af egetræ fra 1163.

## Opdagelse
Det 14,50 m. lange og 3.50 m. brede skib blev opdaget i 1922 under opførelsen af en ny jernbanebro over Elling Å til Skagensbanen, da den blev omlagt til at føre over Strandby i stedet for Elling. Da det var konstateret, at skibet ikke var et vikingeskib, blev det dækket til igen. I 1962 gravede man igen efter det, men på den forkerte side af banen, og året efter fandt man det på østsiden. 24. oktober 1968 blev skibet bjærget af en af DSB's skinneudlægningskraner, som læssede det på en jernbanevogn, der blev kørt til Frederikshavn. Her kørte en blokvogn fra Falck skibet det sidste stykke til Bangsbo Museum.

## Beskrivelse
Ellingåskibet blev dendrokronologisk dateret til 1163. Det er et handelsskib af knarrtypen, der er fremstillet af egetræ fra det østlige Jylland. Det er en klinkkonstruktion, som man også kender fra de tidligere vikingeskibe.
Skibet har sandsynligvis sejlet på handelsruter fra Kattegat og Skagerrak til Sverige, Norge og lande ved Østersøen. Idet skibet blev fundet i en å tyder det på, at der på et tidspunkt har eksisteret en naturhavn her.
Skibet har sandsynligvis kunnet sejle med en hastighed på omkring 10 knob. Det har haft en besætning på 4-5 mand. Fuldt lastet med omkring 15 tons gods og varer har det haft en dybgang på omkring 80 cm.
Ellingåskibet er i dag udstillet på Bangsbo Museum. I 1991 fandt man Nordstrandskibet, ”en lillesøster til Ellingåskibet”, lidt syd for åens udløb, men museet havde ikke råd til at udstille Nordstrandskibet, der derfor er lagt i magasin. Nordstrandskibet er ligeledes et handelsfartøj, der dog er lidt yngre, idet det er dateret til 1346.

## Rekonstruktioner
I 1969 fremstillede man den første rekonstruktion af skibet, som fik navnet Imme Aros. I 2003 omdøbte man skibet til Imme Struer.
Middelaldercentret ved Nykøbing Falster har planer om at lave en rekonstruktion af Ellingåskibet. Museet har tidligere fremstillet rekonstruktioner af Gedesbyskibet og Bredfjedskibet, der ligeledes er middelalderlige handelsfartøjer. Augustinusfonden har givet 500.000 kr til et forprojekt, og i maj 2016 lavede museet opmålinger af skibet.